# Krzysztof Lasocki (brydżysta)
Krzysztof Lasocki (ur. 18 listopada 1940, zm. 1 października 2023) – polski brydżysta, Arcymistrz Światowy (PZBS), World Life Master oraz Seniors International Master (WBF), European Grand Master oraz European Champion w kategoriach Open i Seniors (EBL), zawodnik drużyny KURT-ROYCE Poznań.
W 2020 odznaczony Brązowym Krzyżem Zasługi. Pochowany na cmentarzu Bródnowskim w Warszawie (kwatera 34D-6-27).

## Wyniki brydżowe

### Rozgrywki krajowe
W rozgrywkach krajowych zdobywał następujące lokaty:
| Drużynowe mistrzostwa Polski | Drużynowe mistrzostwa Polski | Drużynowe mistrzostwa Polski |
| Sezon                        | Drużyna                      | Pozycja                      |
| ---------------------------- | ---------------------------- | ---------------------------- |
| 1996                         | UNTS Warszawa                | 1                            |
| 1995                         | UNTS Warszawa                | 3                            |
| 1994                         | UNTS Warszawa                | 1                            |
| 1991/92                      | Czarni Słupsk                | 1                            |
| 1990/91                      | Czarni Słupsk                | 1                            |
| 1988/89                      | UNTS Warszawa                | 3                            |
| 1985/86                      | Warszawianka                 | 3                            |
| 1984/85                      | Warszawianka                 | 3                            |
| 1980/81                      | Warszawianka                 | 2                            |
| 1978/79                      | Warszawianka                 | 2                            |
| 1971                         | Orzeł Warszawa               | 3                            |

| Mistrzostwa Polski par | Mistrzostwa Polski par | Mistrzostwa Polski par | Mistrzostwa Polski par |
| Rok                    | Kategoria              | Partner                | Pozycja                |
| ---------------------- | ---------------------- | ---------------------- | ---------------------- |
| 2005                   | IMP                    | Jerzy Russyan          | 1                      |
| 1993                   | Open                   | Piotr Gawryś           | 1                      |

| Puchar Polski | Puchar Polski | Puchar Polski |
| Rok           | Drużyna       | Pozycja       |
| ------------- | ------------- | ------------- |
| 1988          | UNTS Warszawa | 1             |
| 1979          | Warszawianka  | 1             |

### Olimpiady
W olimpiadach w zawodach teamów uzyskał następujące rezultaty:
| Olimpiady brydżowe. Zawody teamów | Olimpiady brydżowe. Zawody teamów | Olimpiady brydżowe. Zawody teamów | Olimpiady brydżowe. Zawody teamów | Olimpiady brydżowe. Zawody teamów | Olimpiady brydżowe. Zawody teamów |
| Rok                               | Miejsce                           | Zawody                            | Kategoria                         | Drużyna                           | Pozycja                           |
| --------------------------------- | --------------------------------- | --------------------------------- | --------------------------------- | --------------------------------- | --------------------------------- |
| 2012                              | Lille                             | 2. Olimpiada Sportów Umysłowych   | Seniorzy                          | Poland                            | 9                                 |
| 2000                              | Maastricht                        | 11 Olimpiada Brydżowa             | Miksty                            | Renoux                            | 12                                |
| 1992                              | Salsomaggiore                     | 9 Olimpiada Teamów                | Open                              | Poland                            | 5                                 |

### Zawody światowe
W światowych zawodach zdobył następujące lokaty:
| Mistrzostwa Świata. Konkurencja teamów | Mistrzostwa Świata. Konkurencja teamów | Mistrzostwa Świata. Konkurencja teamów | Mistrzostwa Świata. Konkurencja teamów | Mistrzostwa Świata. Konkurencja teamów | Mistrzostwa Świata. Konkurencja teamów |
| Rok                                    | Miejsce                                | Zawody                                 | Kategoria                              | Drużyna                                | Pozycja                                |
| -------------------------------------- | -------------------------------------- | -------------------------------------- | -------------------------------------- | -------------------------------------- | -------------------------------------- |
| 2013                                   | Nusa Dua                               | 41. Mistrzostwa Świata Teamów          | Seniorzy                               | Poland                                 | 3                                      |
| 2011                                   | Veldhoven                              | 40 Mistrzostwa Świata Teamów           | Seniorzy                               | Poland                                 | 3                                      |
| 2010                                   | Filadelfia                             | 13 Seria Mistrzostw Świata             | Open                                   | Zambonini                              | 33                                     |
| 2009                                   | São Paulo                              | 39 Mistrzostwa Świata Teamów           | Seniorzy                               | Poland                                 | 2                                      |
| 2007                                   | Szanghaj                               | 38 Mistrzostwa Świata Teamów           | Trans                                  | Polish Seniors                         | 52                                     |
| 2007                                   | Szanghaj                               | 38 Mistrzostwa Świata Teamów           | Seniorzy                               | Poland                                 | 5                                      |
| 2006                                   | Werona                                 | 12 Mistrzostwa Świata                  | Seniorzy                               | Poland                                 | 18                                     |
| 2005                                   | Estoril                                | 37 Mistrzostwa Świata Teamów           | Seniorzy                               | Poland                                 | 9                                      |
| 2002                                   | Montreal                               | 11 Mistrzostwa Świata                  | Seniorzy                               | Otvosi                                 | 4                                      |
| 2001                                   | Paryż                                  | 35 Mistrzostwa Świata Teamów           | Trans                                  | Otvosi                                 | 33                                     |
| 1998                                   | Lille                                  | 10 Mistrzostwa Świata                  | Open                                   | Otvosi                                 | 65                                     |
| 1997                                   | Hammamet                               | 33 Mistrzostwa Świata Teamów           | Trans                                  | Otvosi                                 | 35                                     |
| 1994                                   | Albuquerque                            | 9 Mistrzostwa Świata                   | Open                                   | Otvosi                                 | 2                                      |
| 1993                                   | Santiago                               | 31 Mistrzostwa Świata Teamów           | Open                                   | Poland                                 | 6                                      |
| 1991                                   | Jokohama                               | 30 Mistrzostwa Świata Teamów           | Open                                   | Poland                                 | 2                                      |
| 1990                                   | Genewa                                 | 8 Mistrzostwa Świata                   | Open                                   | Ostrowski                              | 5                                      |
| 1982                                   | Biarritz                               | 6 Mistrzostwa Świata                   | Open                                   | Kowalski                               | 45                                     |

| Mistrzostwa Świata. Konkurencja par | Mistrzostwa Świata. Konkurencja par | Mistrzostwa Świata. Konkurencja par | Mistrzostwa Świata. Konkurencja par | Mistrzostwa Świata. Konkurencja par | Mistrzostwa Świata. Konkurencja par |
| Rok                                 | Miejsce                             | Zawody                              | Kategoria                           | Partner                             | Pozycja                             |
| ----------------------------------- | ----------------------------------- | ----------------------------------- | ----------------------------------- | ----------------------------------- | ----------------------------------- |
| 1998                                | Lille                               | 10 Mistrzostwa Świata               | Miksty                              | Chantal Hammerli                    | 148                                 |
| 1998                                | Lille                               | 10 Mistrzostwa Świata               | Seniorzy                            | Jacques Abiker                      | 20                                  |
| 1990                                | Genewa                              | 8 Mistrzostwa Świata                | Open                                | Piotr Gawryś                        | 33                                  |

| Mistrzostwa Świata. Konkurencja indywidualna | Mistrzostwa Świata. Konkurencja indywidualna | Mistrzostwa Świata. Konkurencja indywidualna | Mistrzostwa Świata. Konkurencja indywidualna | Mistrzostwa Świata. Konkurencja indywidualna | Mistrzostwa Świata. Konkurencja indywidualna |
| Rok                                          | Miejsce                                      | Zawody                                       | Kategoria                                    | Pozycja                                      |                                              |
| -------------------------------------------- | -------------------------------------------- | -------------------------------------------- | -------------------------------------------- | -------------------------------------------- | -------------------------------------------- |
| 1994                                         | Paryż                                        | 2 Indywidualne Mistrzostwa Świata            | Open                                         | 52                                           |                                              |

### Zawody europejskie
W europejskich zawodach zdobył następujące lokaty:
| Zawody europejskie. Konkurencja teamów | Zawody europejskie. Konkurencja teamów | Zawody europejskie. Konkurencja teamów | Zawody europejskie. Konkurencja teamów | Zawody europejskie. Konkurencja teamów | Zawody europejskie. Konkurencja teamów |
| Rok                                    | Miejsce                                | Zawody                                 | Kategoria                              | Drużyna                                | Pozycja                                |
| -------------------------------------- | -------------------------------------- | -------------------------------------- | -------------------------------------- | -------------------------------------- | -------------------------------------- |
| 2012                                   | Dublin                                 | 51. Mistrzostwa Europy Teamów          | Seniorzy                               | Poland                                 | 2                                      |
| 2010                                   | Ostenda                                | 50 Mistrzostwa Europy Teamów           | Seniorzy                               | Poland                                 | 1                                      |
| 2009                                   | San Remo                               | 4 Otwarte Mistrzostwa Europy           | Seniorzy                               | Otvosi                                 | 5                                      |
| 2007                                   | Antalya                                | 3 Otwarte Mistrzostwa Europy           | Seniorzy                               | Otvosi                                 | 13                                     |
| 2006                                   | Warszawa                               | 48 Mistrzostwa Europy Teamów           | Seniorzy                               | Poland                                 | 5                                      |
| 2003                                   | Mentona                                | 1 Otwarte Mistrzostwa Europy           | Seniorzy                               | Borewicz                               | 9                                      |
| 1999                                   | Malta                                  | 44 Mistrzostwa Europy Teamów           | Seniorzy                               | Poland 1                               | 4                                      |
| 1997                                   | Montecatini                            | 43 Mistrzostwa Europy Teamów           | Seniorzy                               | Poland A                               | 10                                     |
| 1995                                   | Vilamoura                              | 42 Mistrzostwa Europy Teamów           | Open                                   | Poland                                 | 5                                      |
| 1993                                   | Mentona                                | 41 Mistrzostwa Europy Teamów           | Open                                   | Poland                                 | 1                                      |
| 1991                                   | Killarney                              | 40 Mistrzostwa Europy Teamów           | Open                                   | Poland                                 | 3                                      |

| Zawody europejskie. Konkurencja par | Zawody europejskie. Konkurencja par | Zawody europejskie. Konkurencja par | Zawody europejskie. Konkurencja par | Zawody europejskie. Konkurencja par | Zawody europejskie. Konkurencja par |
| Rok                                 | Miejsce                             | Zawody                              | Kategoria                           | Partner                             | Pozycja                             |
| ----------------------------------- | ----------------------------------- | ----------------------------------- | ----------------------------------- | ----------------------------------- | ----------------------------------- |
| 2009                                | San Remo                            | 4 Otwarte Mistrzostwa Europy        | Seniorzy                            | Jerzy Russyan                       | 3                                   |
| 2007                                | Antalya                             | 3 Otwarte Mistrzostwa Europy        | Seniorzy                            | Jerzy Russyan                       | 21                                  |
| 2003                                | Mentona                             | 1 Otwarte Mistrzostwa Europy        | Mikst                               | Hedy Grey                           | 308                                 |
| 2003                                | Mentona                             | 1 Otwarte Mistrzostwa Europy        | Seniorzy                            | Eric Wielemans                      | 24                                  |
| 2001                                | Sorento                             | 11 Mistrzostwa Europy Par           | Seniorzy                            | Jerzy Russyan                       | 6                                   |
| 1999                                | Warszawa                            | 10 Mistrzostwa Europy Par           | Seniorzy                            | Jerzy Kniga-Leosz                   | 1                                   |
| 1997                                | Haga                                | 9 Mistrzostwa Europy Par            | Open                                | Piotr Gawryś                        | 51                                  |
| 1995                                | Rzym                                | 8 Mistrzostwa Europy Par            | Open                                | Piotr Gawryś                        | 1                                   |
| 1993                                | Bielefeld                           | 7 Mistrzostwa Europy Par            | Open                                | Piotr Gawryś                        | 25                                  |
| 1991                                | Montecatini                         | 6 Mistrzostwa Europy Par            | Open                                | Piotr Gawryś                        | 85                                  |

### Inne zawody
W innych zawodach zdobył następujące lokaty:
| Inne Zawody. Konkurencja teamów | Inne Zawody. Konkurencja teamów | Inne Zawody. Konkurencja teamów | Inne Zawody. Konkurencja teamów | Inne Zawody. Konkurencja teamów | Inne Zawody. Konkurencja teamów |
| Rok                             | Miejsce                         | Zawody                          | Kategoria                       | Drużyna                         | Pozycja                         |
| ------------------------------- | ------------------------------- | ------------------------------- | ------------------------------- | ------------------------------- | ------------------------------- |
| 1995                            | Las Vegas                       | Cavendisj Invitational. 1995    | Open                            | -                               | 1                               |